# انان، دامفریز و گلووی
انان، دامفریز و گلووی (به انگلیسی: Annan, Dumfries and Galloway) یک شهرک در اسکاتلند است که در دامفریس و گالووی واقع شده‌است. آنان ۸٬۳۸۹ نفر جمعیت دارد.